# Tofiga Vaevalu Falani
Tofiga es un reverendo de Tuvalu que se desempeña como gobernador general de Tuvalu desde 2021 y presidente de la Iglesia de Tuvalu desde 2008. En su calidad de presidente de la iglesia, ha representado a la iglesia en las reuniones del Comité Central del Consejo Mundial de Iglesias en 2009 y 2011.

## Biografía
Como gobernador general, Falani representa al monarca reinante de Tuvalu (actualmente Carlos III) en el país, por lo que actúa efectivamente como jefe de Estado de Tuvalu. Falani fue designado por primera vez como gobernador general interino el 14 de agosto de 2017 durante la ausencia del gobernador general, Iakoba Taeia Italeli, en ese momento. El 29 de septiembre de 2021, Falani se convirtió en gobernador general en pleno del país en su ceremonia de investidura. 
Fue designado miembro del Imperio Británico por servicio público y comunitario en los Honores de Año Nuevo de 2014.